# ایرج رضایی
ایرج رضایی (مهر ۱۳۱۴ – ۲۹ بهمن ۱۴۰۳) دوبلور، مدیر دوبلاژ، فیلم‌نامه‌نویس و شاعر اهل ایران بود.
وی کار دوبله را از سال ۱۳۳۸ و مدیریت دوبلاژ را از سال ۱۳۵۸ آغاز کرد. صدای او به جای نقش‌هایی نظیر آلبرت فوآره با بازی برنارد هپتون در سریال ارتش سری و شارنیه با بازی فرناندو ری در ارتباط فرانسوی ۲ و نقش معاون کلانتر در کارتونی به همین نام شناخته شده است.

## نویسنده
- بهار در پاییز (۱۳۶۶)
- سینه‌چاک (۱۳۵۵)
- حریص (۱۳۵۲)
- قصه ماهان (۱۳۵۲)
- گذر اکبر (۱۳۵۱)

## بازیگر
- از فریاد تا ترور (۱۳۵۹)

## دوبله
| نقش             | بازیگر           | فیلم                  | نکات                 |
| --------------- | ---------------- | --------------------- | -------------------- |
| هاچ             | باد اسپنسر       | آس برنده              | دوبله کامل ساخت ۱۹۶۸ |
| داک هالیدی      | جیسون روباردز    | ساعت اسلحه            |                      |
| شارنیه          | فرناندو ری       | ارتباط فرانسوی ۲      | دوبله مشهور دوم      |
| ژارکوف          | پل اسکافیلد      | عقرب                  |                      |
|                 | ژان گابن         | غروب تبهکاران         |                      |
| هارلی کلیبورن   | فرد استر         | آسمان‌خراش جهنمی       |                      |
| لاکی پپر        | رابرت دووال      | شهامت واقعی (جوانمرد) |                      |
| دایی بیل        | لئو جی کارول     | برف‌های کلیمانجارو     |                      |
| یاسر (پدر عمار) | ایون سولون       | رسالت (محمد رسول ا..) |                      |
| پروفسور نووتنی  | والتر برنان      | جلادها نیز می‌میرند    |                      |
| ابینگ           | کنراد ویت        | سراسر شب              |                      |
| الایجا محمد     |                  | مالکوم ایکس           |                      |
|                 | پیتر سلرز        | پارتی                 |                      |
|                 | ریچارد هریس      | رابین و ماریان        |                      |
| دکتر والس       | ژرژ ریگاد        | بازگشت طولانی         |                      |
| نقش‌های مختلف    |                  | خانه کوچک             | سریال خارجی          |
| محمدبن حنفیه    | محمدرضا شریفی‌نیا | مختارنامه             | سریال ایرانی         |

### سرپرست گویندگان
- آنها هیچ‌کس را دوست ندارند (۱۳۷۲)
- بلندی‌های صفر (۱۳۷۲)
- بازیچه (۱۳۷۱)
- تماس شیطانی (۱۳۷۱)
- پرنده آهنین (۱۳۷۰)
- پوتین (۱۳۷۰)
- آتش پنهان (۱۳۶۹)
- آب را گل نکنید (۱۳۶۸)
- پنجاه و سه نفر (۱۳۶۸)
- وسوسه (۱۳۶۸)
- آری چنین بود (۱۳۶۷)
- دیده‌بان (۱۳۶۷)
- بهار در پاییز (۱۳۶۶)
- گرفتار (۱۳۶۶)
- مسافران مهتاب (۱۳۶۶)
- بی‌پناه (۱۳۶۵)
- حماسه دره شیلر (۱۳۶۵)
- دست نوشته‌ها (۱۳۶۵)
- روزهای انتظار (۱۳۶۵)
- هوای تازه (۱۳۶۵)
- وکیل اول (۱۳۶۵)
- پدربزرگ (۱۳۶۴)
- پلاک (۱۳۶۴)
- گریز از شهر (۱۳۶۴)
- پیراک (۱۳۶۳)
- سیاه راه (۱۳۶۳)
- همه فرزندان من (۱۳۶۳)
- بازرس ویژه (۱۳۶۰)
- فرمان (۱۳۶۰)
- مرز (۱۳۶۰)
- از فریاد تا ترور (۱۳۵۹)
- انفجار (۱۳۵۹)
- جنگ اطهر (۱۳۵۸)

## فیلم‌های غیر ایرانی
- جدال در اوکی کرال
- برف‌های کلیمانجارو
- پیرمرد الاغ‌سوار
- ساعت اسلحه  به جای جیسون روباردز
- آسمان‌خراش جهنمی
- گوشه‌گیران آلتونا
- پارتی
- گل کاکتوس
- سلام دالی
- لابراکا
- پوآرو (دیوید سوشی)
- ارتش سری
- خانواده فالرز
- شرلوک هلمز(سری دوم به جای دکتر واتسن)
- معاون کلانتر (معاون) (انیمیشن)
- دزدان دریایی کاراییب ۳ (مدیر دوبلاژ)